# O Canada!
O Canada! is een attractie in het Amerikaanse attractiepark Epcot, die in vernieuwde versie geopend werd op 1 september 2007. Het is een circle-vision 360°-film, waarin komiek Martin Short verschillende impressies laat zien van het land Canada. Vóór opening van de vernieuwde versie in 2007 was er een oudere versie van O Canada!, die geopend was van 1 oktober 1982 tot 6 augustus 2007.

## Geschiedenis

### Oorspronkelijke versie (1982-2007)
Vóór de opening van O Canada! zoals deze vandaag te zien is, draaide er een oudere versie van de film, die geopend werd op 1 oktober 1982. Gebruik makend van de circle-vision 360°-techniek, zou de attractie geïnspireerd zijn op de circle-vision-360°-documentaire Canada '67 van regisseur Robert Barclay, die werd vertoond op de Expo 67 in Montréal. Barclay zou de Disney-variant van de attractie uiteindelijk hebben omschreven als slechts 'een oppervlakkig en glad kijkje op Canada.' De oudere versie van O Canada! werd geregisseerd door William Bosche en Randy Bright, en werd gefilmd van juni tot augustus in 1981.

#### Beschrijving
De film begon op een van de 9 circle-vision-360°-schermen, met verschillende pasfoto's van Canadezen uit verschillende uithoeken van het land. Daarna kwam een foto van een aantal Mounties in beeld, die vervolgens buiten de kaders van de foto liepen en zo overliepen op de 8 andere schermen, waardoor het circle-vision-360°-concept tot zijn recht kwam. Vervolgens werden allerlei impressies getoond van Canada, waaronder de natuur, verschillende sporten, gebruiken, tradities en enkele locaties van het land, waaronder (in volgorde van verschijnen): de Fundybaai, Montréal en diens Notre-Dame van Montréal, Québec, Ottawa, Toronto met de CN Tower (die toen nog het hoogste vrijstaande bouwwerk ter wereld was), Vancouver en Victoria. De film werd afgesloten met verschillende beelden van Canada in vogelvluchtperspectief, begeleid door het liedje Canada (You're a Lifetime Journey), gezongen door John Zov en Juanice Charmaine.

### Vernieuwde versie (2007-heden)
Aan het eind van de oorspronkelijke versie van O Canada! ontving de Canadian Tourism Commission er steeds meer klachten over dat de film gedateerd zou zijn. Uiteindelijk werd door deze organisatie gelobbyd bij Disney en sloot de oorspronkelijke film zijn deuren op 6 augustus 2007. Hoewel er geen officiële aankondiging werd gedaan van een vernieuwing van de film tijdens de verbouwing, opende iets minder dan een maand later, op 1 september 2007, een vernieuwde versie van O Canada. Ondanks dat er gebruik werd gemaakt van veel van hetzelfde filmmateriaal als bij de oorspronkelijke versie van O Canada!, werd de verhaallijn van de film duidelijk veranderd. Martin Short werd als presentator toegevoegd aan de nieuwe film en het liedje Canada (You're a Lifetime Journey) werd opnieuw ingezongen door Eva Avila. Op 25 augustus 2019 werd bekend gemaakt dat O Canada! in januari 2020 vervangen wordt door een nieuwe film circle-vision 360°-film: Canada Far and Wide.

## Beschrijving
Gasten betreden de attractie via een wandelpad door het Canadese paviljoen van Epcot, die toegang geeft tot een wachtruimte. Voor aanvang van de film, houdt een medewerker een introductiepraatje en somt daarin enkele aanwijzingen op voor de gasten. Daarna gaan de deuren open en kunnen gasten de filmzaal betreden. Wederom houdt een medewerker een praatje met daarin enkele aanwijzingen; vervolgens start deze medewerker de film.
De film begint met een verteller (ingesproken door Corey Burton), die Canada omschrijft met begrippen als "big", "wide" en "very, very cold." Dan duikt Martin Short op en spreekt de verteller tegen. Hij suggereert dat de gasten recht hebben op een verteller die zelf uit Canada komt (in dit geval uit Hamilton in Ontario), daarbij verwijzend naar hemzelf. Daarmee maakt hij de verteller boos, waarop de verteller vertrekt "naar het Franse paviljoen, waar ze een onzichtbare verteller wel kunnen waarderen".
Vervolgens leidt Martin Short de film langs verschillende beelden uit Canada, waaronder de natuur, verschillende sporten, gebruiken, tradities en enkele locaties van het land, waaronder (in volgorde van verschijnen): de Niagarawatervallen, de Fundybaai, de Butchart Gardens op Vancouvereiland, Cathedral Grove in het MacMillan Provincial Park, het Rideau Canal in Ottawa, Nova Scotia, Victoria, Vancouver, de Calgary Stampede in Calgary, Toronto, Québec en Montréal. De film wordt afgesloten met verschillende beelden van Canada in vogelvluchtperspectief, begeleid door het liedje Canada (You're a Lifetime Journey), gezongen door Eva Avila. Daarna keert de film weer terug naar de Niagarawatervallen en geeft Martin Short aan te hopen dat de gasten ervan genoten hebben. Daarna geeft hij aan dat hij weer verder moet, omdat hij een FastPass voor Soarin' heeft. Daarmee is de film afgelopen en gaan de uitgangsdeuren van de zaal open.

## Trivia
- In de film is een aantal fouten geslopen, met name in de ijshockey-scènes. Daar wordt een wedstrijd afgespeeld tussen de Québec Nordiques en de Montreal Canadiens. De Québec Nordiques zijn in 1995 echter verhuisd naar Denver in Colorado in de Verenigde Staten en zijn daarmee geen Canadees team meer. In een ander ijshockey-shot worden bovendien de Chicago Blackhawks getoond, eveneens geen Canadees maar een Amerikaans team.

Walt Disney World Resort · Lijst van attracties in Epcot · Fountain of Nations · afbeeldingen